# Goldin Finance 117
Goldin Finance 117, cunoscut și sub numele de China 117 Tower ( chineză : 中国117大厦), este un zgârie-nori neterminat din districtul Xiqing, Tianjin, China. Acoperișul a fost plasat în 2015 la o înălțime de 597 m (1.957 ft). Are 128 de etaje deasupra solului, dintre care 117 etaje pentru locuințe, hoteluri și spații comerciale, de aici provenind numele clădirii.  Construcția a început în 2008, dar a fost oprită de două ori. Clădirea este în continuare, în noiembrie 2023, neterminată și neocupată.
Goldin Finance 117 și alte proiecte de zgârie-nori din China care nu au fost finalizate au făcut ca o lege dată de guvernul chinez să interzică construcțiile de clădiri de peste 500 de metri.  Dacă va fi finalizat vreodată, Goldin Finance 117 va fi ultimul turn de peste 500 m al Chinei în viitorul apropiat.  

## Istorie
Construcția clădirii a început în 2008 și era programată pentru finalizare în 2014. Cu toate acestea, lucrările au fost suspendate în ianuarie 2010 din cauza consecințelor Marii Recesiuni și, în cele din urmă, au fost reluate în 2011, cu noua finalizare estimată pentru 2018-2019. Acoperișul clădirii a fost așezat pe 8 septembrie 2015, făcând-o a cincea cea mai înaltă clădire din lume la acea vreme. 
La data de 26 martie 2023, clădirea rămâne neterminată și neocupată Este considerată de Guinness World Records ca fiind Cea mai înaltă clădire neocupată din lume.
Goldin Finance 117 este proiectat să semene cu un baston de aici trăgându-și și porecla.  Modelele anterioare semănau cu forma unei aripioare și a unui diamant. Goldin Finance 117 este planificat să fie turnul principal al Tianjin Goldin Metropolitan, un district central de afaceri finanțat de Goldin Properties și va fi construit în apropiere de Tianjin Goldin Metropolitan Polo Club. 